# Burgemeester van Londen
De burgemeester van Londen (Engels: Mayor of London) is de burgemeester van Groot-Londen, inclusief de City of London. Zijn werkzaamheden worden gecontroleerd door de London Assembly. Tezamen vormen zij de Greater London Authority (GLA).
The City, of Square Mile zoals de City of London wordt genoemd, heeft ook een eigen burgemeester. Deze Lord Mayor of London bestuurt slechts de City of London in het hart van de stad.
Sinds 9 mei 2016 is Sadiq Khan van de Labour Party burgemeester van Londen.

## Bevoegdheden
De macht van de burgemeester van Londen en zijn Greater London Authority is beperkt in vergelijking met die van de boroughs. Veel bevoegdheden zoals onderwijs, sociale diensten, recreatie en afvalophaling behoren enkel toe aan de boroughs. Enkele bevoegdheden zoals ruimtelijke planning en huisvesting worden gedeeld door de burgemeester en de boroughs. Voor passagierstransport (via Transport for London of TfL), politie en brandweer is echter enkel de burgemeester bevoegd, niet de boroughs.

## Geschiedenis

### Burgemeesters
Sinds 2000 kiest de bevolking in Groot-Londen een burgemeester voor een termijn van vier jaar. Na de verkiezingen in 2000 werd Ken Livingstone de eerste burgemeester van Londen. Livingstone was een politicus voor de Labour Party; hij deed in 2000 na onenigheid met de partij echter als onafhankelijke politicus aan de verkiezingen mee. In 2004 werd Livingstone opnieuw gekozen als burgemeester; deze keer was hij wel de officiële kandidaat van de Labour Party. In 2018 stapte hij na zijn ambtstermijn weer uit de partij.
In 2008 werd Boris Johnson van de Conservative Party verkozen tot nieuwe burgemeester. Hij werd in 2012 herkozen. Bij de verkiezingen van 2016 werd Sadiq Khan van de Labour Party verkozen tot burgemeester van Londen, die in 2021 werd herkozen. De verkiezingen in 2021 moesten oorspronkelijk in 2020 plaatsvinden maar werden met een jaar uitgesteld vanwege de coronapandemie.
| Naam | Naam            | Periode    | Partij       |
| ---- | --------------- | ---------- | ------------ |
|      | Ken Livingstone | 2000-2008  | Labour       |
|      | Boris Johnson   | 2008-2016  | Conservative |
|      | Sadiq Khan      | 2016-heden | Labour       |

### Zetelgebouw
De burgemeester van Londen en de London Assembly zetelden in City Hall, een nieuw gebouw aan de Theems vlak bij de Tower Bridge, tussen juli 2002 en december 2021. Sindsdien is de GLA gezeteld in een gebouw in de Docklands van Newham, ook onder de naam City Hall bekend, maar eveneens als The Crystal.

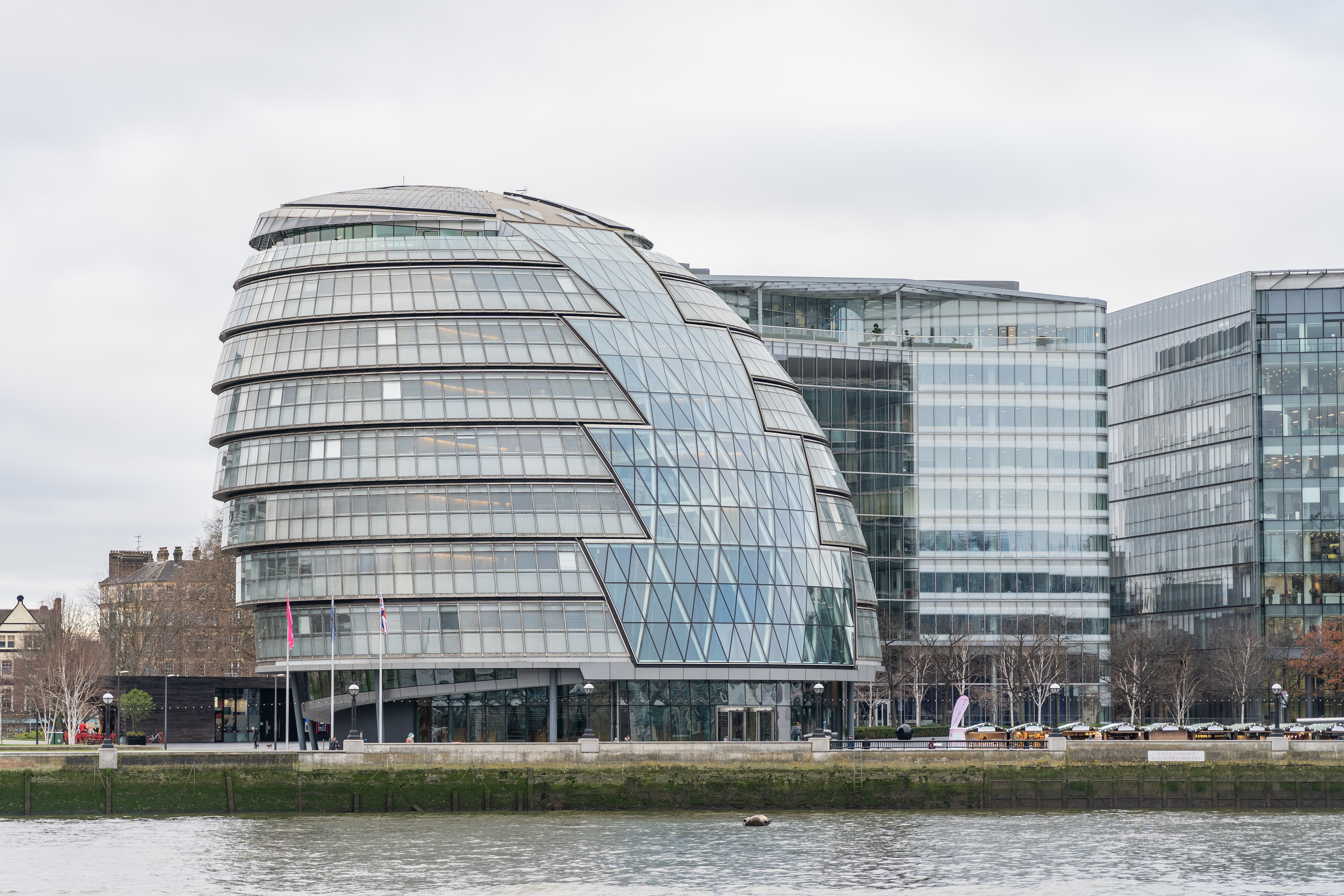
City Hall in Southwark, het voormalige kantoor van de burgemeester
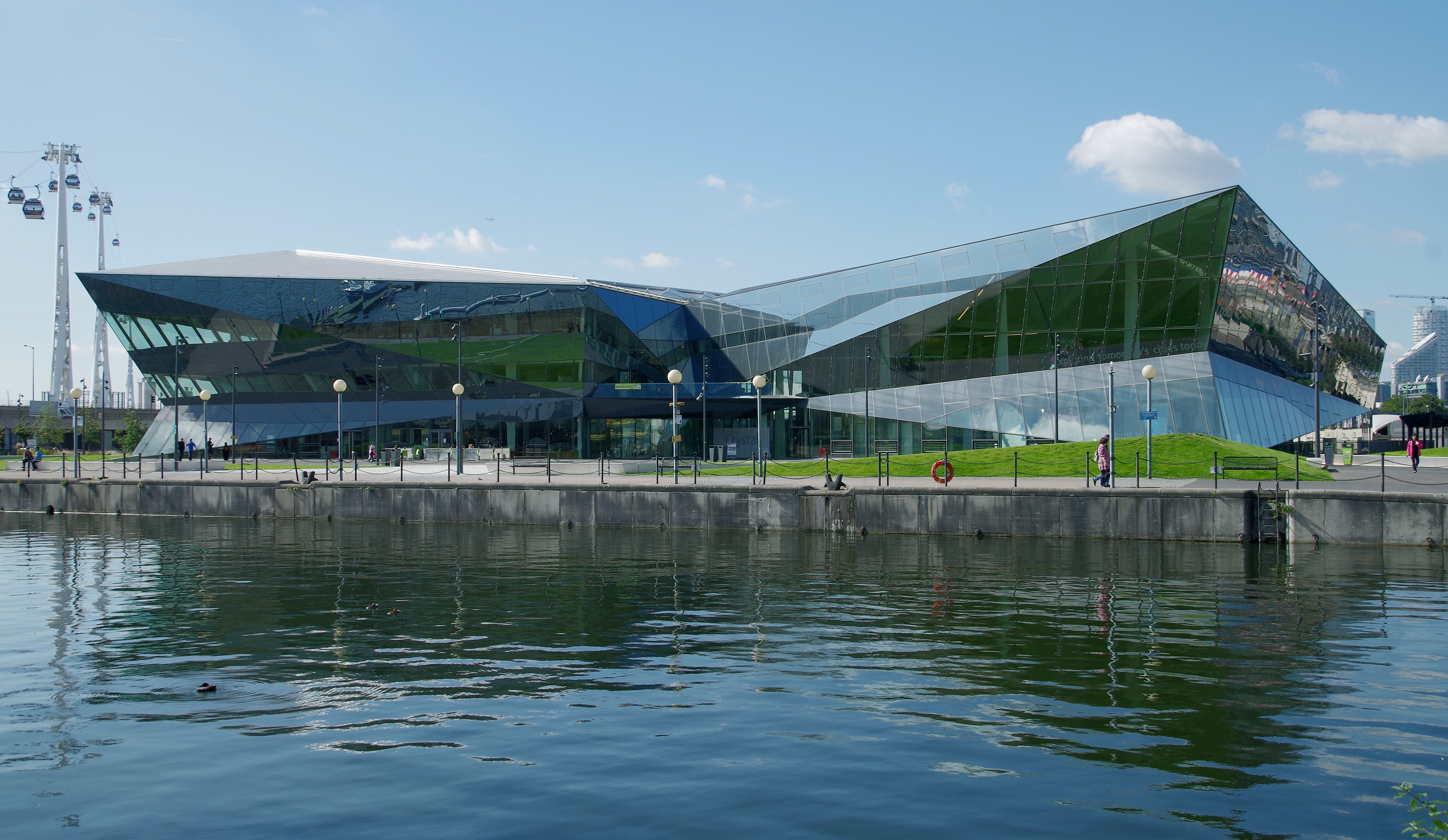
City Hall in Newham, het nieuwe kantoor van de burgemeester